# Chern-Simons-Form
Die Chern-Simons-Formen sind bei der Definition von sekundären charakteristischen Klassen verwendete Differentialformen, die in der Mathematik in Differentialgeometrie und Differentialtopologie in verschiedenen Zusammenhängen vorkommen, insbesondere in Eichtheorien. Die Chern-Simons-3-Form definiert das Wirkungsfunktional der Chern-Simons-Theorie.  Sie sind benannt nach Shiing-Shen Chern und James Harris Simons, den Autoren der 1974 veröffentlichten Arbeit Characteristic Forms and Geometric Invariants.

## Definition
Sei M eine Riemannsche Mannigfaltigkeit. Der Riemannsche Zusammenhang
{\displaystyle A\in \Omega ^{1}(P(M),{\mathfrak {gl}}(n))}
ist eine Lie-Algebra-wertige 1-Form auf dem Rahmenbündel {\displaystyle P(M)}.
Die Chern-Simons-1-Form wird definiert durch
{\displaystyle \operatorname {Tr} [\mathbf {A} ]},
wobei Tr die Spur von Matrizen bezeichnet.
Die Chern-Simons-3-Form wird definiert durch
{\displaystyle \operatorname {Tr} \left[\mathbf {F} \wedge \mathbf {A} -{\frac {1}{3}}\mathbf {A} \wedge \mathbf {A} \wedge \mathbf {A} \right].}
Die Chern-Simons-5-Form wird definiert durch
{\displaystyle \operatorname {Tr} \left[\mathbf {F} \wedge \mathbf {F} \wedge \mathbf {A} -{\frac {1}{2}}\mathbf {F} \wedge \mathbf {A} \wedge \mathbf {A} \wedge \mathbf {A} +{\frac {1}{10}}\mathbf {A} \wedge \mathbf {A} \wedge \mathbf {A} \wedge \mathbf {A} \wedge \mathbf {A} \right]}
wobei die Krümmung {\displaystyle \mathbf {F} } definiert ist durch
{\displaystyle \mathbf {F} =d\mathbf {A} +\mathbf {A} \wedge \mathbf {A} .}
Die allgemeine Chern-Simons-Form {\displaystyle \omega _{2k-1}} ist definiert, so dass
{\displaystyle d\omega _{2k-1}=\operatorname {Tr} \left(\mathbf {F} ^{k}\right),}
wobei {\displaystyle \mathbf {F} ^{k}} durch das äußere Produkt von Differentialformen definiert wird.
Falls {\displaystyle M} eine parallelisierbare 2k-1-dimensionale Mannigfaltigkeit ist (zum Beispiele eine orientierbare 3-Mannigfaltigkeit), dann gibt es einen Schnitt {\displaystyle s:M\rightarrow P(M)} und das Integral von {\displaystyle s^{*}\omega _{2k-1}} über die Mannigfaltigkeit {\displaystyle M} ist eine globale Invariante, die modulo der Addition ganzer Zahlen wohldefiniert ist. (Für verschiedene Schnitte unterscheiden sich die Integrale nur um ganze Zahlen.)
Die so definierte Invariante ist die Chern-Simons-Invariante
{\displaystyle \operatorname {cs} (M)\in \mathbb {R} /\mathbb {Z} }.

## Allgemeine Definition für Prinzipalbündel und invariante Polynome
Sei {\displaystyle G} eine Lie-Gruppe mit Lie-Algebra {\displaystyle {\mathfrak {g}}} und {\displaystyle f\in I^{k}({\mathfrak {g}})} ein invariantes Polynom. 
Jedem invarianten Polynom {\displaystyle f} entspricht eine Chern-Simons-Form von {\displaystyle G}-Prinzipalbündeln wie folgt.
Sei {\displaystyle \pi :P\rightarrow M} ein Prinzipalbündel mit Strukturgruppe {\displaystyle G}. Man wähle eine Zusammenhangsform {\displaystyle \omega \in \Omega ^{1}(P,{\mathfrak {g}})} und bezeichne mit {\displaystyle \Omega \in \Omega ^{2}(P,{\mathfrak {g}})} ihre Krümmungsform. Dann ist die Chern-Simons-Form {\displaystyle Tf\in \Omega ^{2k-1}(P,\mathbb {R} )} definiert durch
{\displaystyle Tf=\sum _{i=0}^{k-1}A_{i}f\left(\omega \wedge [\omega ,\omega ]^{i}\wedge \Omega ^{k-i-1}\right)}
mit {\displaystyle A_{i}:=(-1)^{i}{\frac {k!(k-1)!}{2^{i}(k+i)!(k-1-i)!}}}.
Im Fall flacher Bündel vereinfacht sich diese Formel zu {\displaystyle (-1)^{k-1}{\frac {k!(k-1)!}{2^{k-1}(2k-1)!}}f\left(\omega \wedge [\omega ,\omega ]^{k-1}\right)}.
Es gilt die Gleichung 
{\displaystyle dTf=f(\Omega ,\ldots ,\Omega )},
im Fall flacher Bündel also {\displaystyle dTf=0}.
Bekanntlich entspricht jede charakteristische Klasse {\displaystyle u\in H^{*}(BG,\mathbb {Z} )} einem invarianten Polynom, siehe Chern-Weil-Theorie. Falls {\displaystyle f(\Omega ,\ldots ,\Omega )=0}, dann verschwindet nach Chern-Weil-Theorie die entsprechende charakteristische Klasse {\displaystyle u_{f}} in reeller Kohomologie. Die Form {\displaystyle Tf} ist in diesem Fall geschlossen und definiert zunächst eine Klasse in der Kohomologie von {\displaystyle P}. Zurückziehen mittels eines Schnittes definiert eine Kohomologieklasse von {\displaystyle M}, welche modulo ganzer Zahlen wohldefiniert ist. Die so definierte Kohomologieklasse in {\displaystyle H^{*}(M,\mathbb {R} /\mathbb {Z} )} passt in die Bockstein-Folge
{\displaystyle H^{2k-1}(M,\mathbb {R} /\mathbb {Z} )\rightarrow H^{2k}(M,\mathbb {Z} )\rightarrow H^{2k}(M,\mathbb {R} )},
wo sie auf die charakteristische Klasse {\displaystyle u_{f}} abgebildet wird, deren Bild in reeller Kohomologie verschwindet.